# Dymondia margaretae
La specie Dymondia margaretae Compton, 1953 è una pianta angiosperma dicotiledone della famiglia delle Asteraceae. Dymondia margaretae è anche l'unica specie de genere Dymondia Compton, 1953.

## Descrizione

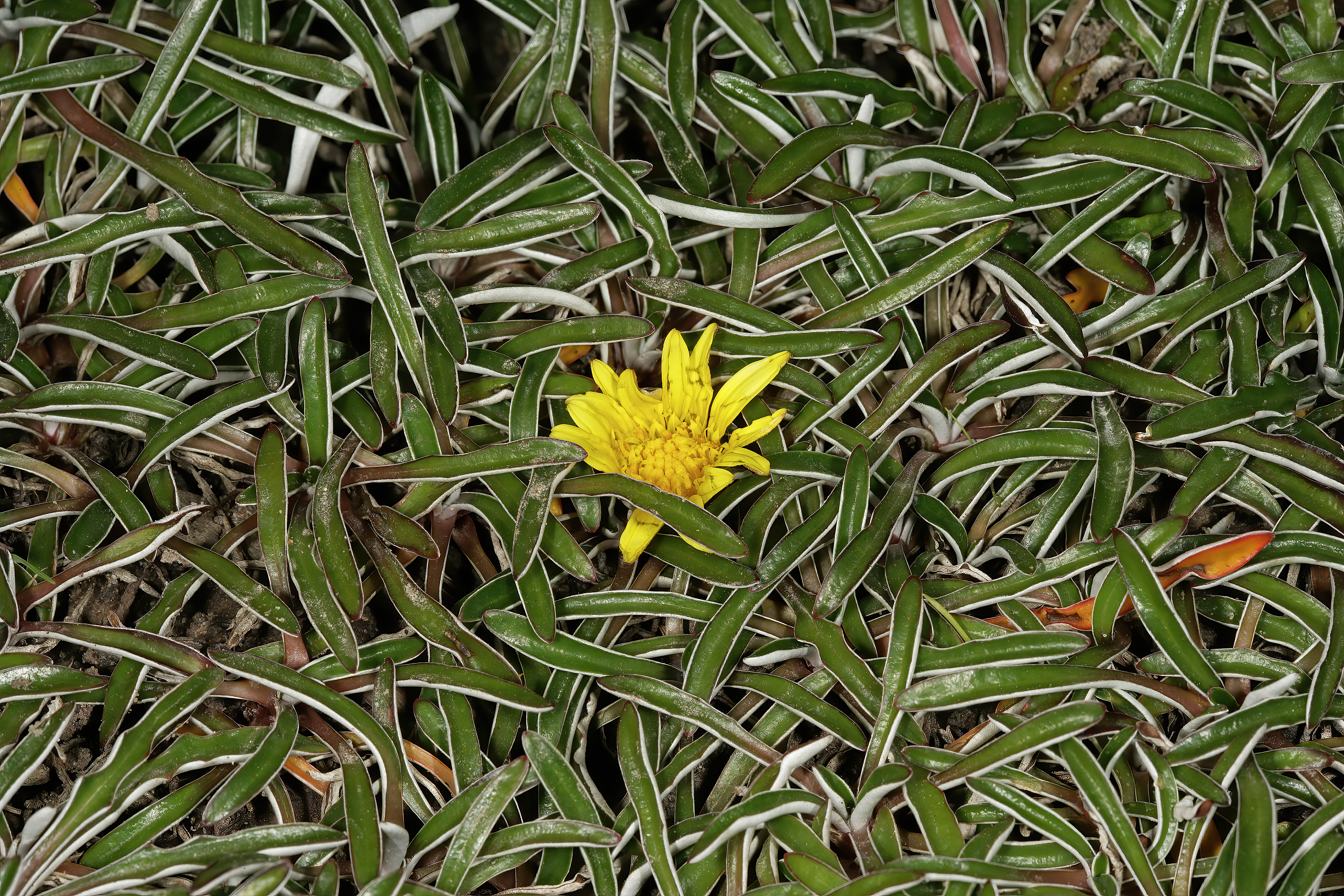
Il portamento

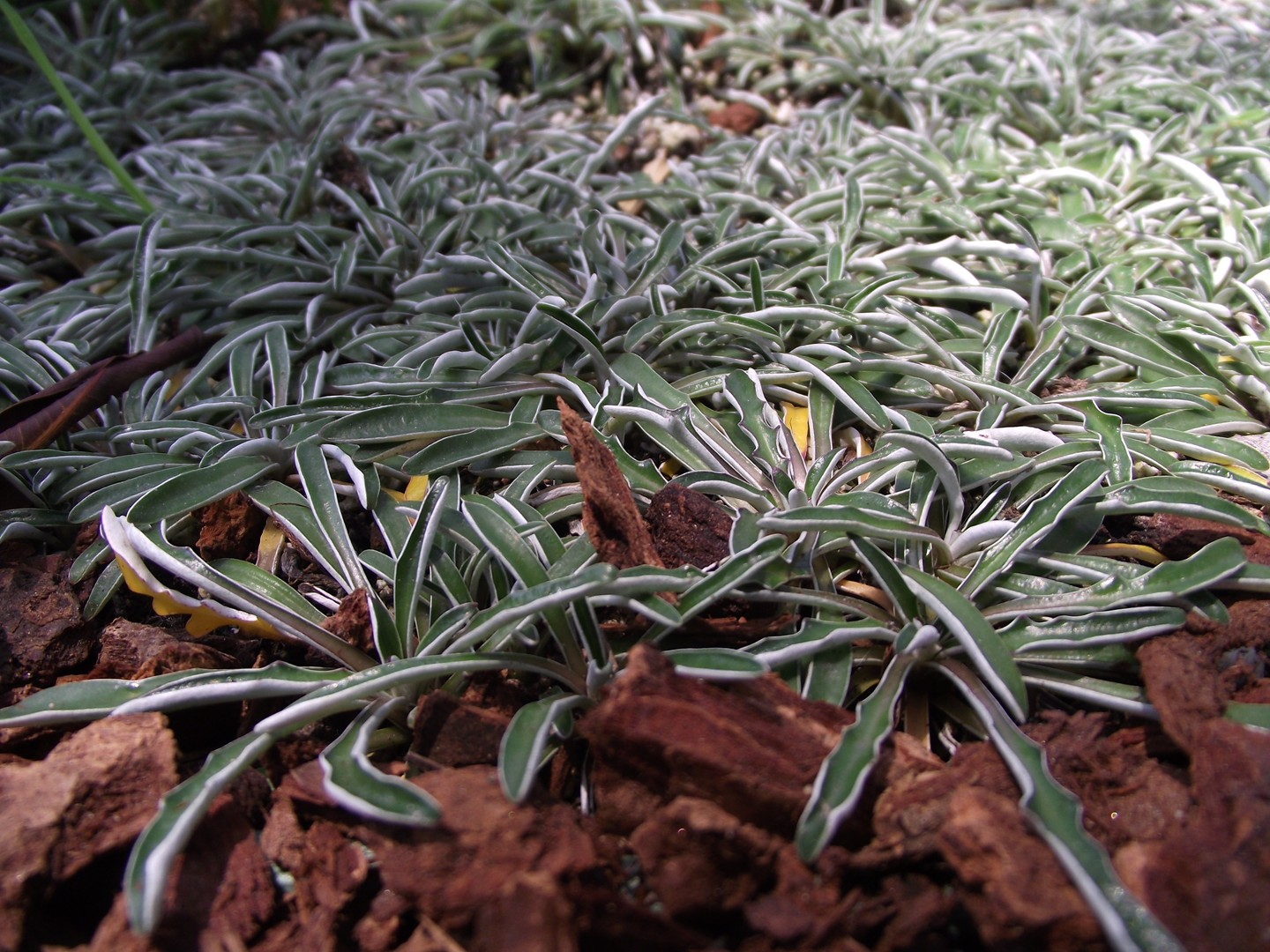
Le foglie

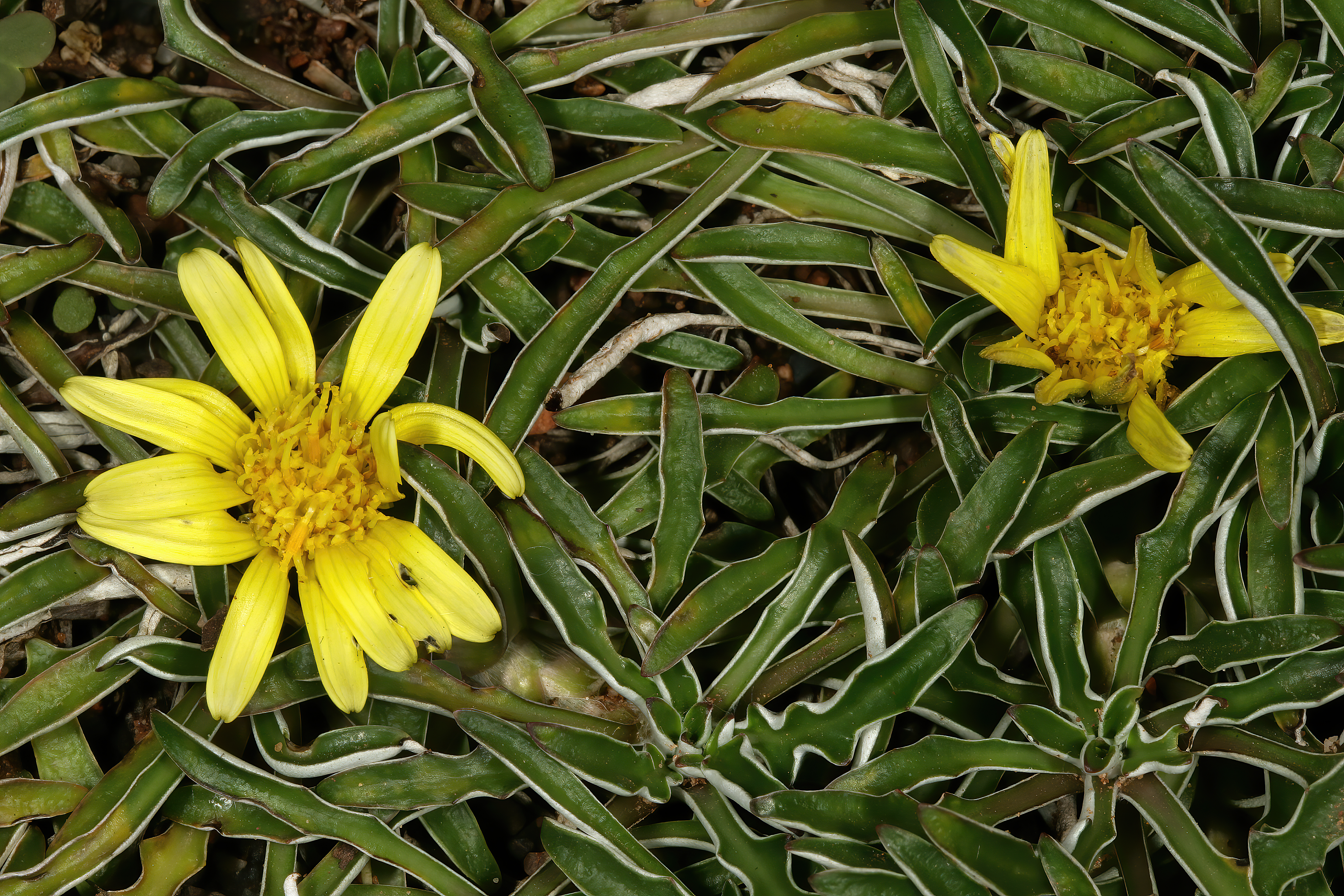
Infiorescenza

Il portamento della pianta di questa voce è erbaceo perenne ed è tappezzante.
Le foglie sono solamente del tipo rosulato. La forma è lineare-oblanceolata con bordi interi o sinuato-dentati. Il colore è verde scuro con un bordo chiaro.
Le infiorescenze sono composte da capolini sessili. I capolini di tipo radiato, sono formati da un involucro a forma più o meno cilindrica composto da brattee disposte in modo embricato e scalato su più serie all'interno delle quali un ricettacolo fa da base ai fiori tubulosi (quelli centrali o del disco) e ligulati (quelli periferici o del raggio). Le brattee, simili a foglie e con forme lanceolate, sono libere, a consistenza fogliacea e senza appendici scariose. Il ricettacolo è piatto o convesso e può essere provvisto di pagliette oppure no.
I fiori sono tetra-ciclici (ossia sono presenti 4 verticilli: calice – corolla – androceo – gineceo) e pentameri (ogni verticillo ha 5 elementi).  I fiori del raggio sono femminili (talvolta sono presenti degli staminoidi); quelli centrali (del disco) sono maschili o ermafroditi e fertili.
- Formula fiorale:

*/x K {\displaystyle \infty }, [C (5), A (5)], G 2 (infero), achenio
Calice: i sepali del calice sono ridotti ad una coroncina di squame.
Corolla: le corolle dei fiori in genere sono corte. Quelle dei fiori periferici sono raggianti a forma ligulata (zigomorfi) terminati con tre lobi; il colore è giallo. I fiori centrali, quelli del disco, sono tubulosi (attinomorfi) con delle corolle che terminano spesso irregolarmente con 3 lobi.
Androceo: gli stami sono 5 con filamenti liberi e distinti, mentre le antere sono saldate in un manicotto (o tubo) circondante lo stilo. Le appendici apicali delle antere sono brevi e arrotondate (o ottuse). Le teche sono speronate ma senza coda. Le pareti dell'endotecio sono radiali.
Gineceo: lo stilo è filiforme, mentre gli stigmi dello stilo sono simili a tre lobi. L'ovario è infero uniloculare formato da 2 carpelli. Lo stilo è ingrossato all'apice e con peli concentrati in un anello appena sotto la biforcazione stigmatica.
Il frutto è un achenio con un pappo. Gli acheni hanno delle forme dorsoventralmente asimmetriche, sono costoluti e a volte alati; il pericarpo può avere una subepidermide sclerificata; la superficie è glabra. Il pappo è formato da due serie di scaglie laciniate con forme ovato-acuminate.

## Biologia
- Impollinazione: l'impollinazione avviene tramite insetti (impollinazione entomogama tramite farfalle diurne e notturne).
- Riproduzione: la fecondazione avviene fondamentalmente tramite l'impollinazione dei fiori (vedi sopra).
- Dispersione: i semi (gli acheni) cadendo a terra sono successivamente dispersi soprattutto da insetti tipo formiche (disseminazione mirmecoria).

## Distribuzione e habitat
La distribuzione delle piante di questa specie è relativa al Sudafrica.

## Tassonomia
La famiglia di appartenenza di questa voce (Asteraceae o Compositae, nomen conservandum) probabilmente originaria del Sud America, è la più numerosa del mondo vegetale, comprende oltre 23.000 specie distribuite su 1.535 generi, oppure 22.750 specie e 1.530 generi secondo altre fonti (una delle checklist più aggiornata elenca fino a 1.679 generi). La famiglia attualmente (2021) è divisa in 16 sottofamiglie.

### Filogenesi
Le piante di questa voce appartengono alla sottotribù Arctotidinae (tribù Arctotideae) della sottofamiglia Vernonioideae. Questa assegnazione è stata fatta solo ultimamente in base ad analisi di tipo filogenetico sul DNA delle piante. Precedenti classificazioni descrivevano queste piante nella sottofamiglia Cichorioideae.
Il genere monotipo Dymondia è fortemente supportato dalle analisi del DNA. I dati indicano che questa specie si è separata prima della fase principale di diversificazione del gruppo Arctotheca, Arctotis, Cymbonotus e Haplocarpha s.str.
La caratteristica principale della specie di questa voce, che la distingue dalle altre della sottotribù, è il suo portamento tappezzante con capolini sessili, i lobi stigmatici dei fiori del disco e un pappo biseriato con squame libere.